# Viviendo mi vida
Viviendo mi vida (título original: Living My Life) es la autobiografía de 993 páginas de la anarquista y feminista estadounidense de origen lituano Emma Goldman, publicado originalmente en Estados Unidos en dos volúmenes en 1931, por Alfred A. Knopf, y en 1934 por Garden City Publishing Company. Goldman la escribió en Saint-Tropez, Francia, a partir de su desilusión de la revolución rusa debido a la influencia bolchevique. 
El libro recorre minuciosamente su vida personal y política desde su niñez hasta 1927 y ha sido continuamente impreso tanto en su versión original como en otras modificadas. Debido a que su autobiografía fue publicada nueve años antes de la muerte de Goldman en 1940, esta no menciona su rol en la Guerra civil española. 